# Шухрат (газета)
«Шухра́т» (узб. شهرت / Shuhrat / Шуҳрат) — национальная, литературная, научная и общественно-политическая газета на узбекском языке, первый выпуск которой вышел 1 декабря 1907 года. Официально редактором газеты являлся известный узбекский писатель, драматург, просветитель и педагог — Абдулла Авлани, но фактически газетой руководил просветитель и джадидист — Мунавваркары Абдурашидханов. Название газеты Шухрат с узбекского языка переводится как Сла́ва.
Газета издавалась в Ташкенте, выходила на свет два раза в неделю. Была закрыта спустя несколько лет. Газета была посвящена национальным идеям, литературе и науке, а также освещала общественно-политическую жизнь. Основными авторами газеты являлись Махмудходжа Бехбуди, Мунавваркары Абдурашидханов, Турсунходжа Хамиджоджа огли, Мискин Тошканди и другие.